# Jan Dominik Łopaciński
Jan Dominik Łopaciński herbu Lubicz (ur. 9 maja 1708 w Łopacinie w woj. mścisławskim – zm. 11 stycznia 1778 w Janopolu) – biskup żmudzki od 1762, duchowny sekretarz wielki litewski od 1755.
Uczył się w seminarium misjonarzy przy kościele p. w. Św. Krzyża w Warszawie. 8 maja 1732 w Warszawie, przyjął wyższe święcenia kapłańskie i został kanonikiem wileńskim. Był proboszczem w Krożach na Żmudzi, a następnie w Oniksztach na Wileńszczyźnie.
W 1733 reprezentował kapitułę wileńską na sejmie warszawskim. Jako stronnik Sapiehów, popierał Stanisława Leszczyńskiego. W czasie wojny o sukcesję polska, jako kapelan króla Stanisława przebywał z władcą w Gdańsku i Królewcu. W 1736 uznał Augusta III. W 1740 wyjechał za granicę wraz ze swoim bratem Ignacym, towarzysząc biskupowi koadiutorowi wileńskiemu Józefowi Sapieże. Po powrocie do kraju został kapelanem Michała Massalskiego, kasztelana trockiego i wileńskiego. Wspierał rody Sapiehów, Radziwiłłów i Jerzego Mniszcha. 23 czerwca 1753 został doktorem obojga praw na Uniwersytecie Wileńskim, mianowany scholastykiem wileńskim. Podczas rady senatu we Wschowie 25 maja 1755 został sekretarzem wielkim litewskim, mimo że Radziwiłłowie odnieśli się niechętnie do jego kandydatury. Proboszcz Szydłowa (lit. Šiluva), który w 1760 rozpoczął budowę barokowego kościoła. Od 19 kwietnia 1762 biskup żmudzki.
13 sierpnia 1761 otrzymał Order Orła Białego. Z ramienia sejmu koronacyjnego wszedł do komisji regulującej sprawy sporne między duchowieństwem a świeckimi. W 1764 roku podpisał elekcję Stanisława Augusta Poniatowskiego z Księstwa Żmudzkiego. W 1764 roku na sejmie koronacyjnym wyznaczony do komisji do compositio inter status. Sympatyzował z konfederatami barskimi, jednak przyrzekł królowi, że nie przystąpi do konfederacji. W 1771 zagrożony aresztowaniem przez Rosjan, schronił się w Prusach Wschodnich, skąd później wrócił.
Był dobrym administratorem swojej diecezji, starał się podnieść poziom wykształcenia kleru. Wzniósł wiele kościołów i rezydencji biskupich, zbudował seminarium duchowne w Worniach. Nuncjusz apostolski Angelo Maria Durini, uważał, że na siedemnastu biskupów Polska posiadała jedynie pięciu godnych tego imienia, zaliczając do nich Łopacińskiego.
Pochodzący z gałęzi mścisławskiej Łopacińskich. Brat wojewody Mikołaja Tadeusza i pamiętnikarza Ignacego Błażeja, stryj biskupa Józefa Leona Łopacińskiego.